# Berg am Laim
Berg am Laim, Stadtbezirk 14 Berg am Laim – 14. okręg administracyjny Monachium, w Niemczech, w kraju związkowym Bawaria. W 2013 roku okręg zamieszkiwało 43 068 mieszkańców

## Pochodzenie nazwy
Nazwę Berg am Laim zawdzięcza swojemu położeniu.Wzdłuż potoku Harlachinger Bach ciągną się wzniesienia (Berg), z których wydobywano glinę (Lehm).